# Apisa histrio
Anapisa monotonia là một loài bướm đêm thuộc phân họ Arctiinae, họ Erebidae.